# Johanniterkommende St. Leonhard (Regensburg)

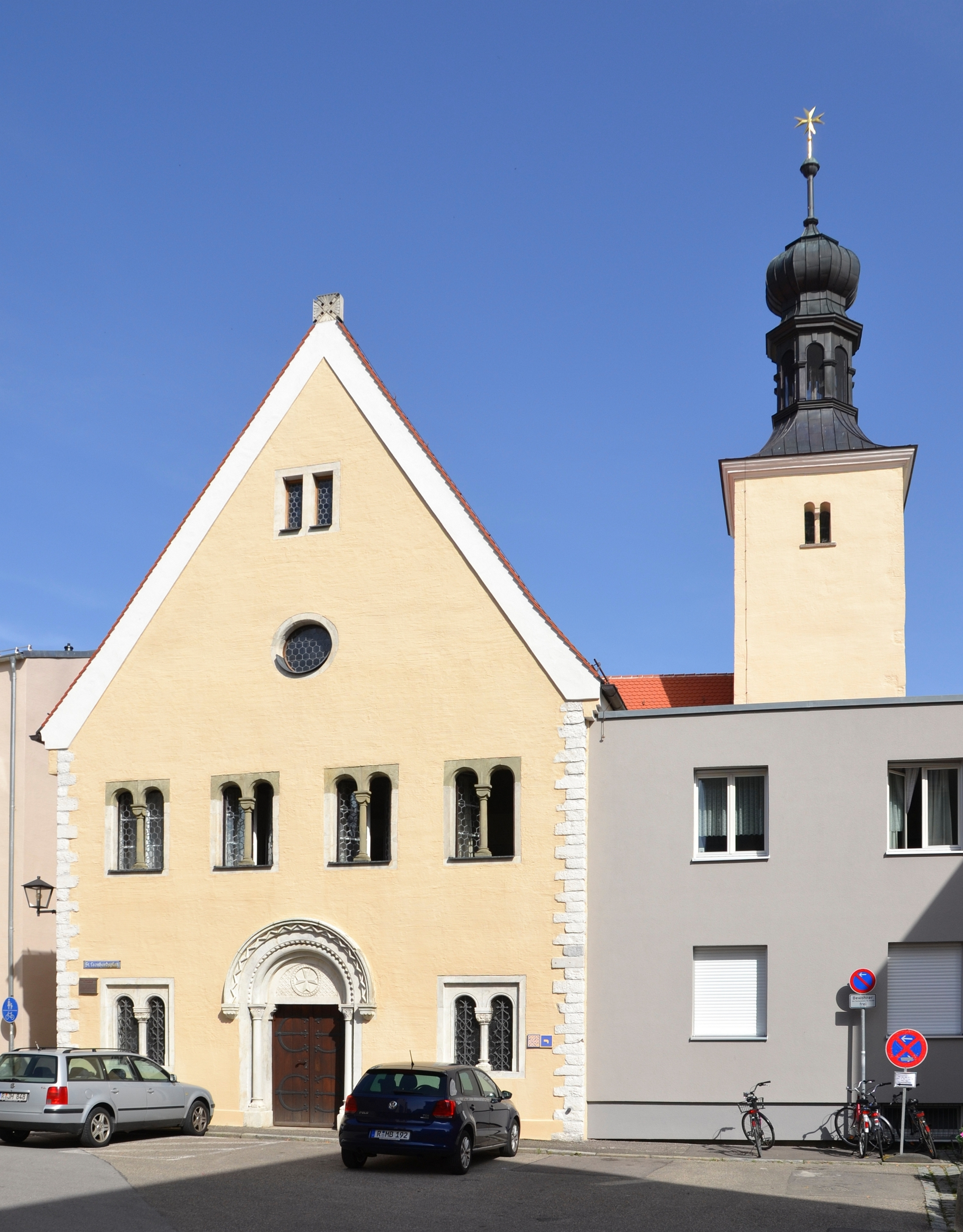
Westfassade der St.-Leonhards-Kirche, rechts die neu errichteten Gebäude des Sozialpädagogischen Zentrums

Die Johanniterkommende St. Leonhard ist eine ehemalige Niederlassung des Johanniter-, später Malteserordens in der westlichen Altstadt von Regensburg. Ihr war die heute noch bestehende, im Kern romanische Kirche St. Leonhard zugeordnet. In den inzwischen neu errichteten Gebäuden der Kommende ist heute eine sozialpädagogische Einrichtung für Kinder und Jugendliche untergebracht.

## Geschichte

### Entstehung
Die Leonhardskirche wurde wohl in der ersten Hälfte des 12. Jahrhunderts erbaut; manche Quellen nennen dafür die Zeit um 1120/30. Dies erscheint als Gründungszeitpunkt für eine Johanniterkommende aber sehr früh, da die erste Niederlassung des Johanniterorden im Heiligen Römischen Reich erst 1159 in Prag bezeugt ist. Der erste urkundliche Beleg für eine Johanniterkommende in Regensburg ist der Auftritt eines Zeugen, der Mitglied des Ordens war, im Jahr 1264. Die Kommende selbst wird erstmals 1276 erwähnt; als Komtur wird dabei ein gewisser Peringer genannt. Die Johanniterkommende dürfte also im Laufe des 12. oder 13. Jahrhunderts, wie fast alle vergleichbaren Einrichtungen des Johanniterorden im Heiligen Römischen Reich, aus der Übernahme eines bereits bestehenden Klosters oder Spitals, zum Beispiel des Templerordens, entstanden sein. Hierfür spricht die Lage an einer wichtigen Ausfallstraße aus der Stadt nach Westen; allerdings ist dies nicht gesichert.

### Die Kommende im späten Mittelalter und in der frühen Neuzeit
Aus dem späten Mittelalter liegen nur wenige Urkunden vor, die Bezug auf die Johanniterkommende nehmen. Allerdings geht aus diesen die schlechte finanzielle und personelle Ausstattung der Einrichtung hervor. Die Kommende konnte sich mit den wenigen materiellen Gütern gerade am Leben erhalten und war deshalb oft nur mit dem Komturen besetzt, der eigentlich für die Leitung einer größeren Gemeinschaft zuständig sein sollte. Zeitweise wurde die Regensburg Kommende auch mit der zweiten Johanniterkommende im Bistum Regensburg vereinigt, die im Kloster Altmühlmünster angesiedelt war. Nachdem im Jahr 1495 wieder nur noch zwei Brüder in der Regensburger Kommende lebten, entschloss man sich Anfang des 16. Jahrhunderts zur endgültigen Vereinigung mit Altmühlmünster. Seit 1535 wurden die beiden Niederlassungen durch gemeinsame Administratoren verwaltet – ein Zustand, der bis zur Säkularisation andauern sollte.

### Die Kommende in der Zeit der Reformation und des Dreißigjährigen Krieges
Als die Stadt Regensburg im Jahr 1542 die Reformation einführte, wurde auch die Kirche St. Leonhard für lutherische Gottesdienste genutzt. Der Orden, der inzwischen als Malteserorden bekannt war, unternahm nicht viel dagegen. Erst lange Zeit nach der Beschwerde des bayerischen Herzogs Wilhelm V. im Jahr 1579 wurde einmal pro Woche wieder eine heilige Messe gelesen. Unter dem Regensburger Bischof Wolfgang von Hausen (Amtszeit 1600/02–1613) wurde die Leonhardskirche dann auch wieder katholisch.
Im Zuge des Dreißigjährigen Krieges besetzen die Schweden im November 1633 unter Herzog Bernhard von Sachsen-Weimar die Stadt Regensburg. Während der Besatzungszeit waren nur protestantische Gottesdienste erlaubt. Auch wurde Regensburg in dieser Zeit von der Pest heimgesucht; die Kommende wurde dabei als Lazarett und Seuchenspital genutzt. Im Sommer 1634 eroberte schließlich die kaiserlichen Truppen Regensburg zurück, doch Kirche und Kommende St. Leonhard waren in einem ruinösen Zustand. Die Schweden hatten während der Besatzungszeit alles, was nicht niet- und nagelfest war, demoliert.

### Vom Dreißigjährigen Krieg bis zur Säkularisation
Ab 1634/35 lebten zwei Karmelitenpatres in der Kommende St. Leonhard. Doch bereits 1641 konnte am Alten Kornmarkt der Grundstein für das heute noch bestehende Karmelitenkloster St. Josef gelegt werden. Die unbeschuhten Karmeliten zogen also bald wieder aus. Danach dienten die Räumlichkeiten hauptsächlich als Herberge für durchreisende Angehörige der Malteserordens, besonders in der Zeit des Immerwährenden Reichstages von 1663 bis 1806. Die Säkularisation von 1802/03 betraf die Kommende nicht, da die Ritterorden davon ausgeschlossen waren. Die Regensburger Kommende wurde Teil des Fürstentums Regensburg unter der Herrschaft des Karl Theodor von Dalberg. Als Regensburg aber im Jahr 1810 doch an das Königreich Bayern fiel, wurde auch die Kommende St. Leonhard aufgelöst und ging in Staatsbesitz über.

### Nach der Säkularisation
Seither hat der Malteserorden keine Verbindung mehr zur ehemaligen Kommende St. Leonhard. 1817 bis 1871 war in den Räumlichkeiten die katholische Knabenschule der oberen Stadt untergebracht. Der im Jahr 1872 gegründete St.-Leonhardi-Verein betrieb hier ab 1886 eine Kinderbewahranstalt, später kamen ein Kinderheim und ein Jugendwohnheim hinzu. Im Jahr 1969 wurden die alten Komtureigebäude durch einen modernen Neubau ersetzt. Im Jahr 1994 benannte man das Kinderheim und die angeschlossenen Einrichtungen in Sozialpädagogisches Zentrum St. Leonhard Regensburg um. Dazu gehören heute ein Kinderhaus (mit Kinderkrippe, Kindergarten und Kinderhort), heilpädagogische Wohngruppen, heilpädagogische Tagesgruppen und betreutes Jugendwohnen. Diese sind zum Teil auch an anderen Standorten in der Stadt untergebracht.